# Dillonvale (hrabstwo Jefferson)

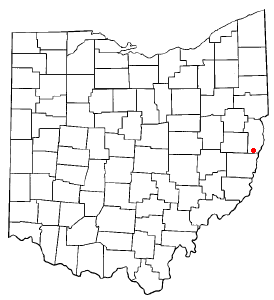
Dillonvale na planie stanu Ohio

Dillonvale – wieś w USA, w stanie Ohio, w hrabstwie Jefferson. Miejscowość została założona w roku 1816.
W roku 2010, 20,2% mieszkańców było w wieku poniżej 18 lat, 8,1% było w wieku od 18 do 24 lat, 23,7% miało od 25 do 44 lat, 27,7% miało od 45 do 64 lat, 20,5% było w wieku 65 lat lub starszych. We wsi było 47,2% mężczyzn i 52,8% kobiet.
Liczba mieszkańców w 2010 roku wynosiła 665, a w roku 2012 wynosiła 651.